# جيرار بيلانجر
جيرار بيلانجر هو اقتصادي كندي، ولد في 1940.